# Myrtella
Myrtella es un género con dos especies de plantas con flores de la familia Myrtaceae. Es originario de Nueva Guinea y nordeste del Pacífico.

## Especies
- Myrtella beccarii F.Muell., Descr. Notes Papuan Pl. 1: 106 (1877).
- Myrtella bennigseniana (Volkens) Diels, Bot. Jahrb. Syst. 56: 529 (1921).